# Günther Kaufmann

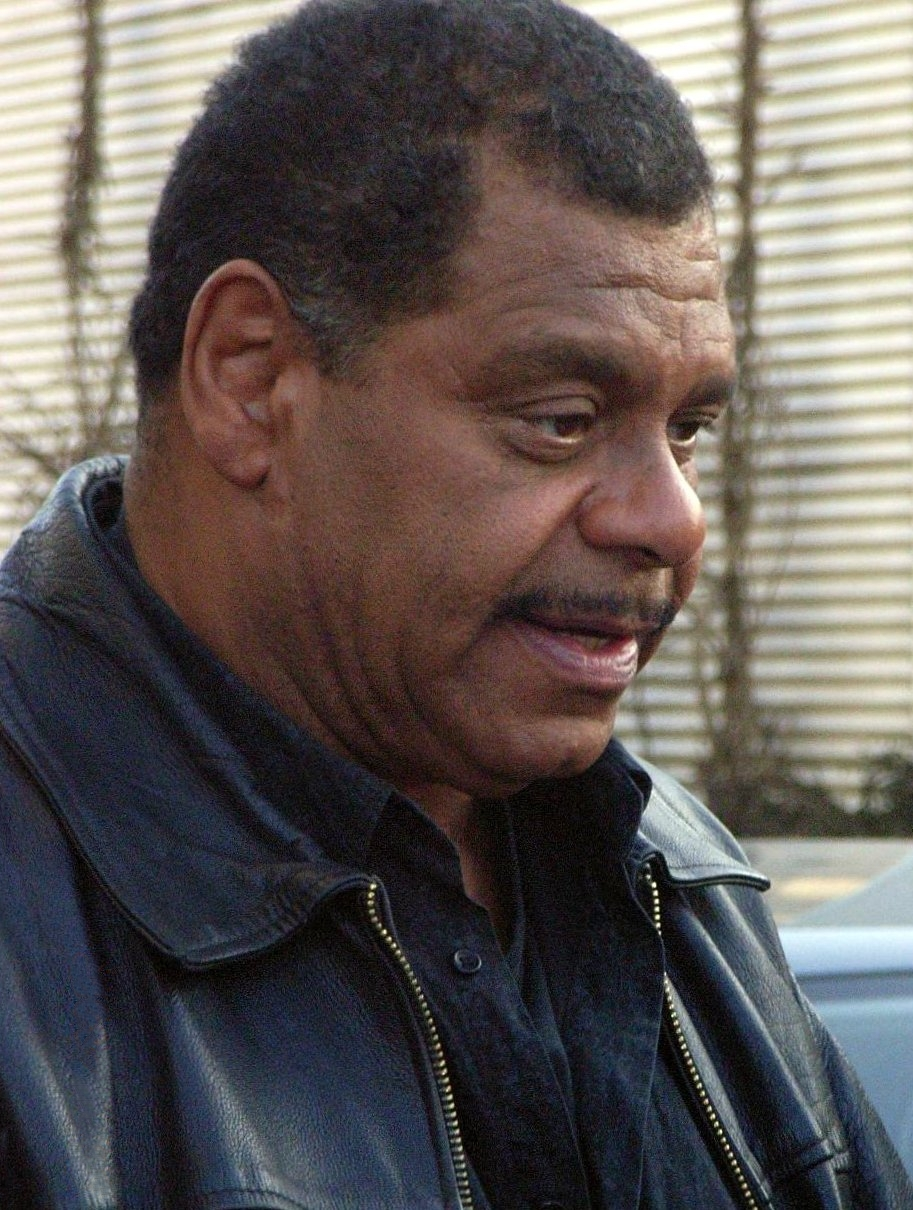
Günther Kaufmann (2009)

Günther Kaufmann (* 16. Juni 1947 in München; † 10. Mai 2012 in Berlin) war ein deutscher Schauspieler.

## Leben
Günther Kaufmann wurde 1947 im Münchner Stadtteil Schwabing als Sohn einer Deutschen und eines US-Soldaten geboren. Die Familie zog später in den Stadtteil Hasenbergl. Von 1965 bis 1969 war Kaufmann Zeitsoldat bei der Bundesmarine. Er wurde von Rainer Werner Fassbinder, den er 1969 bei einer Fernsehinszenierung von Bertolt Brechts Stück Baal kennenlernte, als Schauspieler entdeckt und wirkte in mehreren seiner Filme mit; in zwei Filmen sang er außerdem den Titelsong. In den 1980er und 1990er Jahren spielte Kaufmann auch in den ZDF-Serien Derrick und Der Alte.
2003 engagierte ihn Johann Kresnik für seine Bremer Inszenierung Die zehn Gebote. Für diese Rolle zog er von München nach Bremen. 2006 spielte Kaufmann die Rolle des Bruder Tuck im Musical Robin Hood, das in Bremen und München aufgeführt wurde. 2007/2008 spielte er diese Rolle im Berliner Schillertheater.
Kaufmann spielte auch nach Fassbinders Tod in diversen Filmen, darunter in der Screwball-Komödie Mord ist mein Geschäft, Liebling 2009. Am 15. April 2008 wurde Kaufmann in der Castingshow Bully sucht die starken Männer für den Film Wickie und die starken Männer unter ansonsten weitgehend unbekannten Kandidaten als prominenter Überraschungsbewerber vorgestellt. Er wurde für die Rolle des Faxe abgelehnt, nahm jedoch das Angebot an, die Rolle des Bösewichts Der schreckliche Sven zu übernehmen.
Im Januar 2009 nahm Kaufmann am RTL-Dschungelcamp Ich bin ein Star – Holt mich hier raus! teil und erreichte den sechsten Platz.
Im Frühjahr 2012 bekam Günther Kaufman ernsthafte gesundheitliche Probleme. Zu Beginn der Dreharbeiten zu der Serie Um Himmels Willen litt der Schauspieler an einer Herzmuskelentzündung, nur wenig später starb er am 10. Mai 2012 im Alter von 64 Jahren an den Folgen eines Herzinfarkts, nachdem er im Berliner Stadtteil Grunewald auf offener Straße zusammengebrochen war. Seine letzte Ruhestätte fand Günther Kaufmann im Familiengrab auf dem Münchner Nordfriedhof.

### Verurteilung und Rehabilitation
1986 schloss Günther Kaufmann mit einer 16 Jahre jüngeren Frau seine dritte Ehe und ließ sich an der Algarve nieder. Sechs Jahre später erkrankte seine Ehefrau an Krebs. Die Behandlungskosten zehrten die Ersparnisse auf, Filmangebote waren während dieser Zeit selten. Seine Ehefrau betrog Kaufmanns Steuerberater Hartmut Hagen um 830.000 Deutsche Mark, indem sie ihm eine Gewinnbeteiligung aus einem erfundenen Schadensersatzprozess gegen den Musiker Billy Idol versprach. Hagen sollte den angeblichen Prozess finanzieren, wurde aber später misstrauisch. Welche Rolle Günther Kaufmann dabei spielte, blieb ungeklärt. Bei einem Überfall in seinem privaten Wohnhaus in München-Großhadern wurde Hagen am 1. Februar 2001 getötet. Kaufmanns Ehefrau starb im Mai 2002.
Kaufmann wurde am 27. November 2002 aufgrund eines falschen Geständnisses wegen versuchter schwerer räuberischer Erpressung mit Todesfolge zu 15 Jahren Haft verurteilt. Er wollte mit dem Geständnis seine kranke Ehefrau schützen, die drei Männer zu der Tat angestiftet hatte.
Nachdem die wahren Täter verurteilt worden waren, kam Kaufmann wieder auf freien Fuß. Er widerrief sein Geständnis und erreichte eine Wiederaufnahme des Verfahrens. Am 26. Januar 2005 wurde er von der 8. Strafkammer des Landgerichts Augsburg freigesprochen. Er wurde aber am 27. März 2006 wegen Freiheitsberaubung in einem besonders schweren Fall zu einer Bewährungs- und Geldstrafe verurteilt, da zwei angebliche Mittäter aufgrund seiner Falschaussage drei Wochen unschuldig in Untersuchungshaft gesessen hatten.
2004 veröffentlichte Günther Kaufmann in Zusammenarbeit mit Gabriele Droste seine Autobiografie Der weiße Neger vom Hasenbergl, in der er vor allem die Ereignisse der letzten Jahre verarbeitete. In der Reihe Die großen Kriminalfälle sendete Das Erste am 14. Mai 2012 die Dokumentation Das falsche Geständnis des Günther Kaufmann, in der Günther Kaufmann und der ermittelnde Kommissar Josef Wilfling in Interviews zu dem Mordfall Hartmut Hagen noch einmal Stellung nahmen.

### Familie
Aus Günther Kaufmanns erster Ehe stammen Dave (* 1969) und Eva (* 1970). Die Trennung erfolgte 1976, 10 Jahre später starb die Exfrau. Dave Kaufmann nahm 2009 an der dritten Staffel der RTL-Castingshow Das Supertalent teil. Er schaffte es ins Finale und erreichte den vierten Platz. Eva Kaufmann brachte 2015 und 2016 zwei Schlageralben heraus, bevor sie 2018 an The Voice of Germany teilnahm, wo sie bereits in der ersten Runde ausschied.

## Filmografie (Auswahl)
- 1970: Baal
- 1970: Götter der Pest
- 1970: Niklashauser Fart
- 1970: Der amerikanische Soldat (nur Gesang)
- 1971: Rio das Mortes
- 1971: Whity
- 1971: Pioniere in Ingolstadt
- 1971: Der Kommissar – Ein rätselhafter Mord
- 1972: Adele Spitzeder
- 1972: Ludwig – Requiem für einen jungfräulichen König
- 1972: Im Auftrag von Madame – Der verschwundene Staatsbesuch
- 1973: Okay S.I.R. – Sand im Getriebe
- 1973: Okay S.I.R. – Der letzte Schrei
- 1974: Der Tod der Schneevögel
- 1974: Das Blaue Palais – Das Medium
- 1974: Der kleine Doktor – Die Notbremse
- 1977: Es muß nicht immer Kaviar sein
- 1977–1998: Derrick (Fernsehserie, 4 Folgen)
- 1979: Die dritte Generation
- 1979: Die Ehe der Maria Braun
- 1980: Berlin Alexanderplatz
- 1981: Lola
- 1981: Der Alte – Schwarzer Montag
- 1981: Heute spielen wir den Boß – Wo geht’s denn hier zum Film?
- 1982: Die Sehnsucht der Veronika Voss
- 1982: Querelle
- 1982: Kamikaze 1989
- 1985: Otto – Der Film
- 1987: Die Krimistunde (Fernsehserie, Folge 24, Episode: „Der letzte Auftritt“)
- 1988: Harald und Eddi (Fernsehserie, Folge 3 der zweiten Staffel)
- 1989: Beim nächsten Mann wird alles anders
- 1993: Glückliche Reise – Namibia (Fernsehreihe)
- 1996: Römisches Intermezzo
- 1997: Küstenwache (Pilotfilm zur Fernsehserie)
- 1998: Derrick (Fernsehserie, Folge 281: Das Abschiedsgeschenk)
- 1999: Die Straßen von Berlin – Blutwurst und Weißwein (Fernsehserie)
- 2001: Mayday! Überfall auf hoher See
- 2005: Der Elefant – Mord verjährt nie (Fernsehserie, Folge Der Duft der Angst)
- 2006: Leroy räumt auf (Kurzfilm)
- 2007: Weiße Lilien
- 2007: Leroy
- 2007: Meine schöne Bescherung
- 2008: Dahoam is Dahoam
- 2009: Für meine Kinder tu’ ich alles
- 2009: Mord ist mein Geschäft, Liebling
- 2009: Ich bin ein Star – Holt mich hier raus!
- 2009: SOKO Leipzig (Fernsehserie, 1 Folge)
- 2009: Wickie und die starken Männer
- 2010: Jerry Cotton
- 2011: Homies
- 2011: Wickie auf großer Fahrt
- 2012: Türkisch für Anfänger
- 2012: Kleine Morde

## Hörspiele
- 1970: Rainer Werner Fassbinder: Ganz in Weiß (Fürsorgezögling) – Regie: Peer Raben/Rainer Werner Fassbinder (Hörspiel – SDR)

## Publikationen
- Der weiße Neger vom Hasenbergl. Autobiografie (mit Gabriele Droste). Diana, München 2004, ISBN 3-453-26506-8.
- Mein Beruf, mein Leben. 2 Audio-CDs. Regie: Simone Lehde. SL-Medien, Kehl 2006, ISBN 3-938858-08-7.
- Claire Fisher: Sammy und Floris auf Reisen. Erzählt von Günther Kaufmann. 1 Audio-CD. Terrani, Amsterdam 2010.